# Schloss Noer

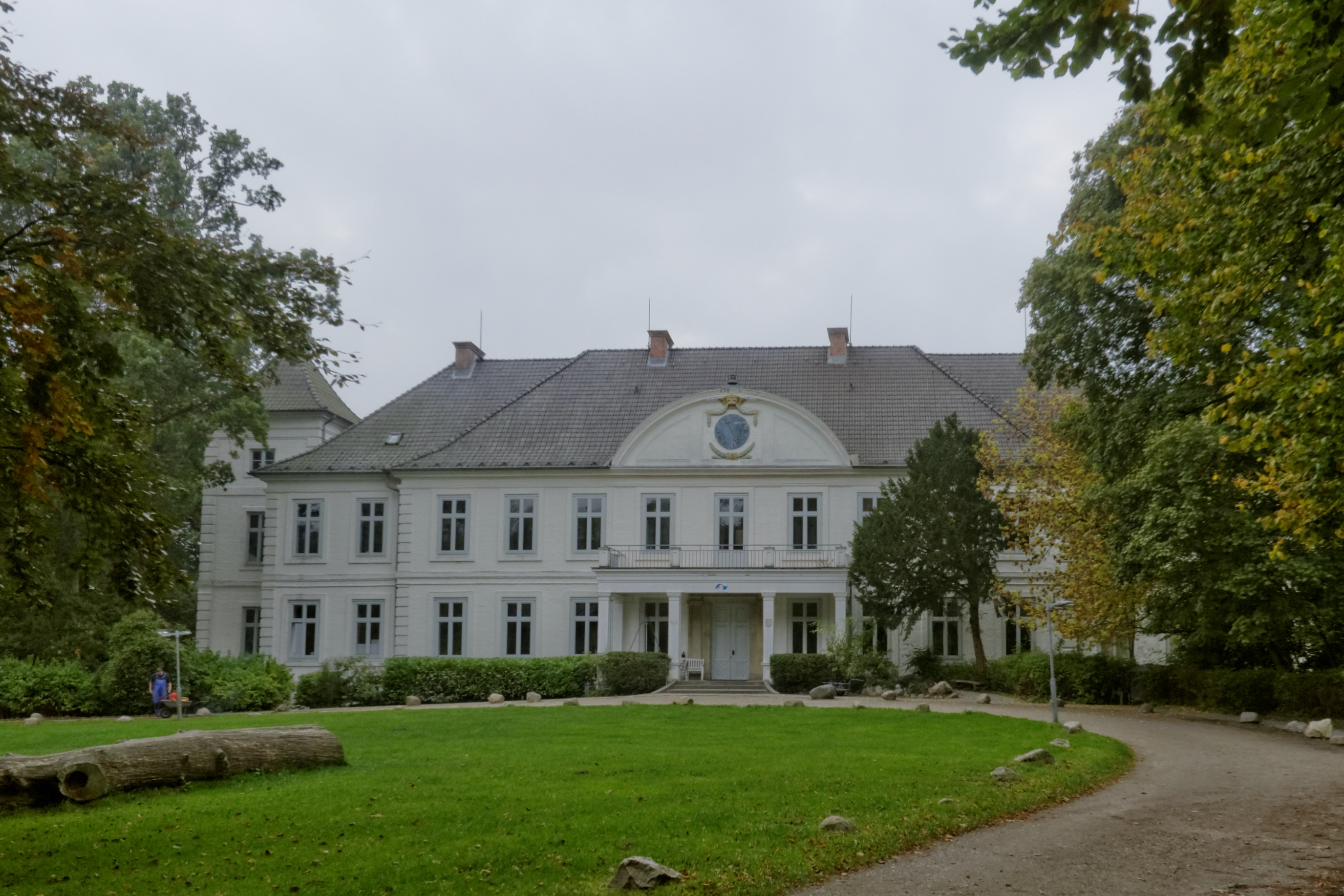
Schloss Noer, Hoffassade

Das Schloss Noer in Noer in Schleswig-Holstein war einst das Herrenhaus einer Gutswirtschaft. Nachdem die Besitzer des Guts im Laufe der Jahrhunderte mehrfach wechselten, wurde der landwirtschaftliche Betrieb im 20. Jahrhundert eingestellt und Schloss Noer dient heute als Jugendbildungs- und Begegnungsstätte.

## Geschichtlicher Überblick
Noer gehörte zum Herzogtum Schleswig und befand sich seit dem Spätmittelalter im Besitz verschiedener uradeliger Familien Schleswig-Holsteins. Von 1417 bis 1610 gehörte es den Ahlefeld, bis 1675 den Rantzau, danach kurzzeitig der Familie Rumohr und anschließend von 1680 bis 1763 der Familie Brockdorff. Der Vorgängerbau des heutigen Schlosses wurde zu Beginn des 18. Jahrhunderts errichtet, um einen älteren Ansitz im benachbarten Grönwohld zu ersetzen. 1763 gelangte das Gut in den Besitz der Grafen Moltke, unter deren Herrschaft Anfang des 19. Jahrhunderts die Leibeigenschaft auf Noer aufgehoben wurde. 1832 wurde Noer durch die dänische Prinzessin Louise Auguste erworben, um ihrem zweiten Sohn Friedrich Emil August als Residenz zu dienen. Der sogenannte Prinz von Noer diente als dänischer Statthalter und spielte anschließend eine bedeutende Rolle im Aufstand gegen Dänemark ab 1848. Infolge dieser Ereignisse ging Friedrich Emil August ins Exil. Nach dem Ende der dänischen Herrschaft 1864 wurde der Prinz vom preußischen König zum Fürsten von Noer ernannt und Noer wurde Familiensitz seiner Linie.  
Im 20. Jahrhundert fanden zahlreiche Veränderungen auf dem Gut statt. Die Gutsherrschaft auf Noer wurde ab 1928 aufgelöst und aus dem Güterbezirk Noer ging das gleichnamige Dorf hervor, die Ländereien wurden verpachtet. 1960 wurde der Besitz durch Ehrengard Gräfin zu Rantzau an die Schleswig-Holsteinische Gesellschaft für Einrichtungen der Jugendpflege e. V.  übergeben und auf dem ehemaligen Gut eine Jugendbildungs- und Begegnungsstätte eingerichtet, die bis heute Bestand hat.

## Baulichkeiten

### Schloss

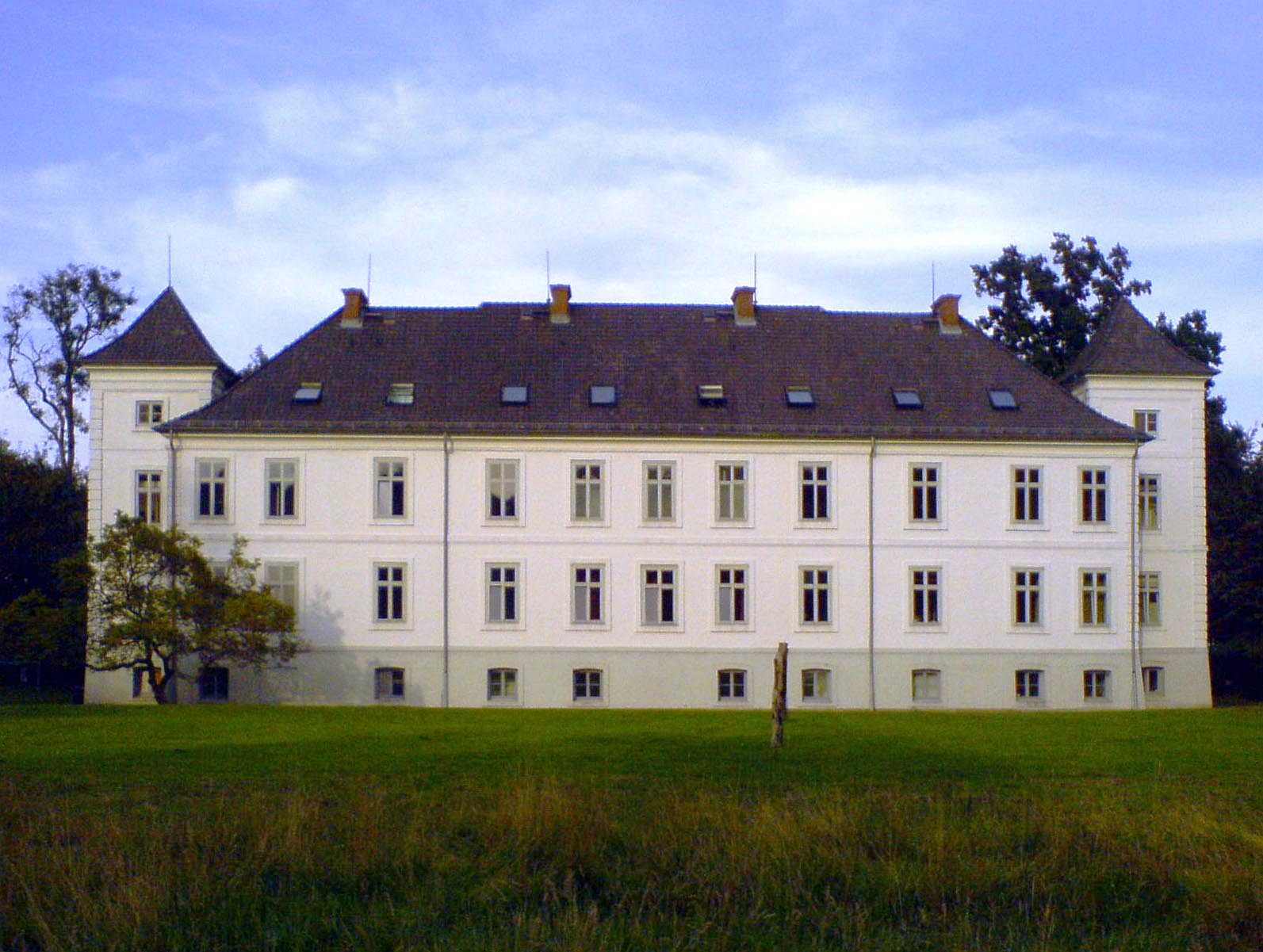
Rückwärtige Fassade zum Landschaftsgarten

Nach einer alten Definition wurden in Schleswig und Holstein (wie auch in Mecklenburg) eigentlich nur die Bauten der Landesherren Schlösser genannt; die Wohnhäuser des Landadels, zu denen Noer gehört, waren demnach als Herrenhäuser zu bezeichnen. Diese Regel wurde jedoch nicht überall verbindlich angewandt, so auch in Noer, das im 19. Jahrhundert durch Prinzessin Louise Auguste zudem in königlichen Besitz gelangte und das bis in die Gegenwart als Schloss Noer bekannt ist.
Das heutige Schloss entstammt in seinen Grundzügen noch dem Bau, der unter Joachim von Brockdorff von 1708 bis 1711 zusammen mit der Hofanlage angelegt wurde. Das Gebäude wurde im Laufe der Jahrhunderte mehrfach erweitert und umgebaut, so wurden die seitlichen Türme erst zu Beginn des 20. Jahrhunderts angefügt. Der Mittelbau des Schlosses wurde bei einem Brand 1933 weitgehend zerstört und anschließend in Anlehnung an die alte Gestalt im annähernd barocken Stil wieder aufgebaut, wobei die Form des Dachs vereinfacht wurde. 
Es handelt sich um einen breit gelagerten, zweistöckigen Bau von dreizehn Fensterachsen, dessen Schmalseiten von je einem dreistöckigen Turm flankiert werden. Die repräsentative Schaufassade ist auf den Hof ausgerichtet und mit einem Segmentgiebel geschmückt, das Hauptportal liegt unter einem mittigen Portikus. Die rückwärtige Fassade ist auf den Garten ausgerichtet und verzichtet weitgehend auf baulichen Schmuck. 
Im Inneren blieb die alte Raumaufteilung auch nach dem Brand erhalten, wenngleich es bedingt durch die heutige Nutzung kaum noch Spuren der einstigen Ausstattung gibt. Der bedeutendste Innenraum ist der auf das Vestibül folgende Gartensaal, dessen im Zopfstil dekorierte Wandvertäfelung aus der zweiten Hälfte des 18. Jahrhunderts stammt. Einige kleinere Salons mit Stuck im Stil des Rokoko wurden nach dem Brand wiederhergestellt.

### Hofanlage und Park
Dem Schloss gegenüber sind mehrere Bauten des 18. Jahrhunderts erhalten, die damals gemeinsam mit dem Neubau der Hofanlage geschaffen wurden. Es handelt sich um das sogenannte Inspektorenhaus und den Reitstall, die heute im Betrieb der Begegnungsstätte als Freizeit- und Bettenhäuser dienen.

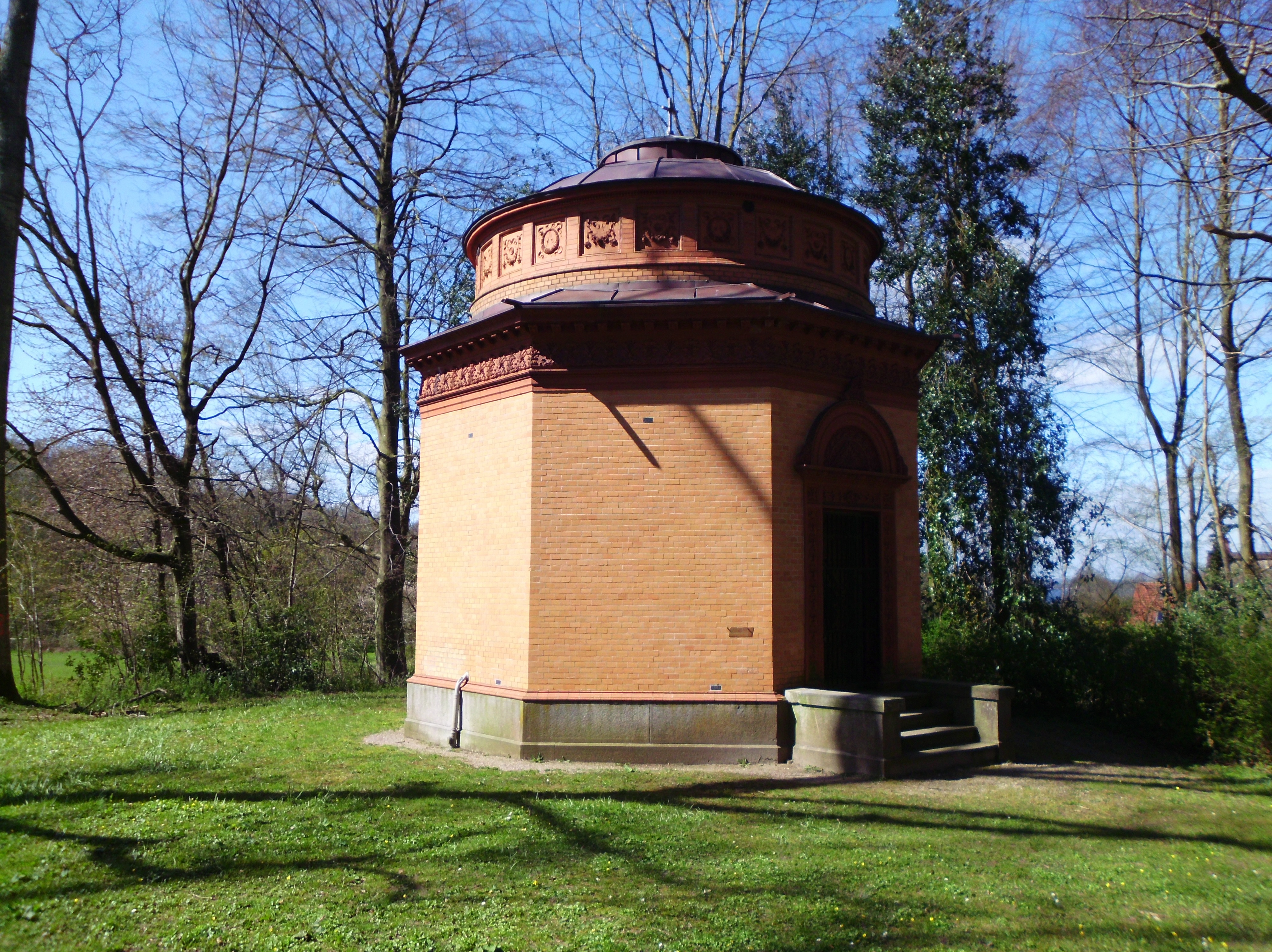
Mausoleum im Park

Westlich des Schlosses befindet sich ein Landschaftsgarten im englischen Stil, der bis in den nahen Waldbereich und von dort bis an die Eckernförder Bucht führt. Die Gartenanlage dient heute ebenfalls der Begegnungsstätte. Der Park ist mit Rasenflächen und Baumgruppen gegliedert, als zeitgemäße Gartenarchitektur wurde in der zweiten Hälfte des 19. Jahrhunderts ein kleines Mausoleum errichtet. Dieser Bau wurde durch den Semper-Schüler Heinrich Moldenschardt entworfen und diente als Grablege für Graf Friedrich Carl August von Noer und seine Gattin Carmelita.